# 財神到 (遊戲節目)
財神到，為香港亞洲電視（亞視）一個綜藝節目，2009年12月19日起於本港台及亞洲高清台首播，以高清技術拍攝，由徐乃麟及林韋辰主持，而筱靖及文紫玲則演出助理「小魔鬼」及「小天使」。
該節目表明以台灣中天電視綜藝節目《小氣大財神》為藍本，並已向同屬蔡衍明（亞視第二大股東）旗下的中天電視取下香港的版權，而亦由《小氣大財神》主持徐乃麟擔任主持，並為他首個於香港的節目。
2010年2月20日起，因得到時代地產冠名贊助，故稱《時代地產白朗峰特約：財神到》。

## 單元

### 智鬥爆炸骰
「智鬥爆炸骰」是主持人與四位來賓一起玩一場「踩地雷」的遊戲，玩法是由「莊家」搖骰並把骰子點數加總，該點數的總和就會視為「地雷」，然後由莊家開始喊叫，以骰子數目點數之下限為開始數字，輪流叫喊1個至3個點數（例如六顆骰子時，從6開始喊，可喊6或6、7或6、7、8），必須順數，直至其中一人喊中「地雷」的號碼為輸，輸家須接受被「愛心小手」打三次手掌／臀部／腳掌的懲罰，並當下一回合的莊家。由於在喊的過程中，只有莊家知道「地雷」的點數。因此除莊家以外，其他人都會有一次「迴轉」或「PASS」的機會（用「迴轉」或「PASS」的時候毋須喊數字）。
通常總共進行三局，骰子數目從六個依序遞減，第四局則由主持人決定是否進行，且主持人或來賓也可各自決定進行PK，骰子數目與進行PK的人數相同，輸家會被小手打手掌、臀部或腳掌共三下的懲罰。

### 升呢大話王
「升呢大話王」是四位／四組來賓玩一場「大話骰」的遊戲。
有關「大話骰」的玩法請參閱大話骰。
遊戲以三局二勝制進行。第一局以「搬風」決定由誰首先叫骰，首先抽到「東」的一組先叫，之後則由上一局的贏家首先叫骰，每一局的輸家必須喝下「恐怖果汁店」小天使或小魔女所準備的飲料。首先成功贏了兩局（2分）的一組可以取得參加「著數要唔要」及「至尊對決」的資格。若三局結束後有三組來賓各贏得1分，該三組則進行終極加賽決定勝負。

### 著數要唔要
「升呢大話王」優勝者先在20個藏有獎品的箱子中選擇一箱作為獎品，獎品包括大獎、小獎及幸運獎，與主持人徐乃麟進行獎品換現金遊戲，一旦選了就不能更換。當優勝者選中了幸運獎（「幸運5選?」，?代表5個當中必然是大獎的數量，包括汽車），主持人隨即抽出5個獎品箱給優勝者再次選擇。
選定之後由徐乃麟開始用現金出價跟來賓交換，試圖將部份或全部獎品買回。優勝者必須要由主持人的出價、表情與對話中猜出所挑選的是大獎或小獎，進而決定選擇獎金或獎品。最大的獎品是汽車一部，而主持人最高出價為HK$28,000。
開獎時不論大小獎品的名字一般會被設定為跟大獎開頭一樣的，讓開獎時氣氛也緊湊一番。例子有：「高爾夫球會所專上會員可購買[名牌] 高爾夫球一個 總值$20」、「循環備用現金港幣$50,000 減$49,999 總值$1」。
大獎獎品有汽車一部、高清電視、來回英國伯明翰機票連球票等。創意無限的小獎有：計程車車費HK$100、拖鞋、海報、面紙、棉花棒等，當中曾經出現瓶裝水瓶子一個（無標價）。

### 至尊對決
當優勝者已選定獎金或獎品而不再繼續進行遊戲時，隨即進行「至尊對決」。優勝者與徐乃麟玩一場「大話骰PK比賽」，來賓勝利才可獲得於「著數要唔要」的獎金或獎品。若來賓負給徐乃麟，「著數要唔要」所有獎賞均會勾銷。

## 每集記錄
| 集數 | 首播日期   | 平均收視 | 參賽者 | PK戰                   | 勝利者（所獲獎品/獎金）                                                                                                |
| ---- | ---------- | -------- | --- | ---------------------- | --- |
| 01   | 2009/12/19 | 5點      | 周秀娜、鄒凱光、袁彩雲、袁文傑                                                                                    | ／                     | 鄒凱光 （雙人來回英國伯明罕至香港機票 連3天2晚酒店住宿、 英國伯明罕主場廂座入場券2張、 42"高清數碼電視及音響組合）     |
| 02   | 2009/12/26 | 3點      | EO2、李明憲、譚杏藍、戴畹旂、李志豪                                                                               | ／                     | 王志安、洪智杰 （主持人「安慰獎」：HK$400）                                                                            |
| 03   | 2010/01/02 | 4點      | 林超榮（飾演陳可身）、蒲進（飾演牛華）、姜皓文（飾演黃柏糕）、鄭啟泰（飾演曾進華） 姚佳雯、顏子菲、吳嘉星、袁小曼 | 徐乃麟PK姚佳雯         | 蒲進、姚佳雯 （-----------）                                                                                           |
| 04   | 2010/01/09 | 6點      | 萬綺雯、張文慈、吳文忻、戚黛黛                                                                                    | ／                     | 萬綺雯 （2010南非世界盃決賽入場 「打氣棒一對」、 主持人「安慰獎」：高清數碼電視及微型DVD音響組合）                     |
| 05   | 2010/01/16 | 4點      | 林柏希、張啟樂、 鍾蕙芝（Lavina）、胡心諾（Rainbow）、 劉瑋欣（Vilian）、陳綺雯（Aki）                            | 徐乃麟PK鍾蕙芝及胡心諾 | 鍾蕙芝、陳綺雯 （HK$15,000）                                                                                           |
| 06   | 2010/01/23 | 2點      | 梁慧恩（Viann）、徐自賢、王秀琳（Mango）、林紫君                                                                  | 徐乃麟PK王秀琳         | 王秀琳 （飲食集團送出鮑魚魚翅全包宴）                                                                                  |
| 07   | 2010/01/30 | 3點      | 羅凱珊、譚凱琪、衛志豪、秦啟維（飾演蘇C黃）                                                                       | 衛志豪PK秦啟維         | 衛志豪 （-----------）                                                                                                 |
| 08   | 2010/02/06 | 3點      | 袁彌明、張家瑩、劉伊心、張加慧                                                                                    | 袁彌明PK張加慧         | 袁彌明 （澳門賽馬會會所會籍連年費2個）                                                                                 |
| 09   | 2010/02/13 | 4點      | 鮑起靜、劉家聰、Maria Cordero、古卓文、 盧海鵬、梁雪湄、黎燕珊、鄺敏慧                                            | ／                     | 鮑起靜、劉家聰 （「順風順水」一年免費腳底按摩及 巴西姬松茸綠蜂膠系列、 「食得是福」一年免費午餐及 盆滿砵滿大盆菜23盆） |
| 10   | 2010/02/20 | 3點      | 陳若嵐（Melody）、尹蓁晞（Yumi）、何卓瑩、 李尚正、李嘉馨（Ali）                                                  | ／                     | 尹蓁晞 （HK$12,000）                                                                                                   |
| 11   | 2010/02/27 | 3點      | 雷凱欣、趙哲妤（UNY）、 金慧君（金金）、許麗燕（Irene）、 區永權、蔡國威                                          | ／                     | 蔡國威 （豪華飽魚魚翅全包讌餐後 「牙簽筒一個」）                                                                       |
| 12   | 2010/03/06 | 3點      | 陸浩明、裴殷（A-Lin）、 陳煦晴（Hailey）、吳燕安（Annie G）                                                       | ／                     | 陸浩明 （-----------）                                                                                                 |
| 13   | 2010/03/13 | 4點      | 韓君婷、劉錫賢、張學潤、趙彤                                                                                      | ／                     | 劉錫賢 （雙人來回英國伯明翰至香港機票 連2晚酒店住宿及 英超伯明翰主場廂座入場券2張及 巴西姬松茸綠蜂膠系列）             |

- 收視資料來源：CSM媒介研究，每一個收視點代表約63600名觀眾收看
- 記錄的資料以當日播出內容為準

## 作品的變遷
| 本港台、亞洲高清台 星期六20:30-21:30     | 本港台、亞洲高清台 星期六20:30-21:30   | 本港台、亞洲高清台 星期六20:30-21:30 |
| ---------------------------------------- | -------------------------------------- | ------------------------------------ |
|                                          | 財神到 （2009.12.19 - 2010.03.13）     |                                      |
| 升級電影會 （2009.12.12）（20:30-22:30） | 肥媽老友記 （2010.03.20 - 2010.06.19） |                                      |

## 外部連結
- 亞洲電視節目《財神到》官方網站